# 落合ゆき
落合 ゆき（おちあい ゆき、1988年7月4日 - ）は、日本のAV女優。
東京都出身。趣味はメイク。 
ロリ系の女優。企画ものを中心に出演している。キカタン（企画単体）女優として扱われる場合がある。女子校生役が多い。

## 略歴
2006年にAVデビュー。

## 作品
2006年
- 新基準モザイク TOKYO流出 新宿淫行女子校生 中出し（11月24日、アカデミック）
- ギャル接吻 MANIAX 2（12月21日、ディープス）共演:堤恵利那、花野心
- 新基準モザイク 現役女子校生オナニー（12月22日、アカデミック）他出演:浜崎麻衣、はすみ、小松美和

2007年
- ギャル女子校生とキモオヤジのベロベロちゅうちゅう（2月1日、グローリークエスト）共演:遠藤るか
- あの!MM号に乗った本物レゲエダンサー第11弾!! 衝撃の腰づかいでペニバンレズFUCK!（2月8日、ディープス）共演:YOKO、桜木りん
- 業界初!顔面騎乗ボディエステ（2月8日、アキノリ）共演:辻あずき、亜佐倉みんと、竹下あや、藤本かなえ
- はじめ!ハイランド 親友と一緒にどきどきプレッシャーHゲーム!!（2月13日、はじめ企画）共演:陽向、まや ほか
- 拉致、監禁。.09（2月16日、ゴーゴーズ）
- Lesbian Real Sister Vol.1（2月13日、BRAVO）共演:城本久美
- 会社で女子社員にやってみたいエッチなことベストテン 2（2月22日、V&Rプロダクツ）共演:白石このみ、川島千愛
- 平成生まれ 10代の淫行 1（3月23日、アカデミック）他出演:浜崎麻衣
- 即尺ランナー（4月13日、アロマ企画）他出演:城本久美、柳田やよい、甘井みかん、月城優姫、星谷ミズキ
- 僕は透明人間! パート5（4月19日、V&Rプロダクツ）他出演:姫川りな、神崎麗子、竹下あや
- ロ●ータ 中出し100連発 スペシャル（5月3日、アイエナジー） ※AV OPEN 2007 エントリー作品
- 制服カメラ ゆき18歳（5月5日、ドリームチケット）
- 哀れなる者 汝の名は女なり 連続婦女暴行魔（5月10日、FAプロ）他出演:横山翔子、結城リナ
- 乳首の弱いカノジョと僕が、互いに乳首を責めあいました。撮り下ろし×THE4時間（5月15日、ワープエンタテインメント）他出演:Marin.、志保、河愛杏里、風間ゆみ、加藤レイナ、大沢佑香、高瀬七海、浜崎りお、一ノ瀬カレン
- 義母と義姉 家庭内での誘惑（6月5日、ワープエンタテインメント）
- ロ●ータ美少女限定 中出し援交サークル 超過激大乱交SP（6月7日、SODクリエイト）共演:はるか悠、辻あずき、小鹿ルル
- 彼女が全面支配する ボクとカノジョと僕のオナニー（6月15日、ワープエンタテインメント）他出演:星ありす、Rico、月嶋りお、大沢佑香、一ノ瀬カレン、天海ユリ、内山めい、永瀬あき、中村さら
- 狙われた人妻 無理やり犯される5人の人妻たち（6月17日、隼エージェンシー）他出演:持田茜、中村りかこ、佐伯奈々、宮澤愛菜
- ○学校 崩壊 落合ゆき（6月21日、アイエナジー）
- イキまくりロ●ータ（6月25日、しのだプロジェクト）共演:辻あずき
- 老人 ロ●ータ 落合ゆき（7月5日、アイエナジー）
- Bondage Memory プルルンヒップ（7月13日、明和プランニング）
- 女子校生強制中出し 13（7月13日、隼エージェンシー）他出演:辻あずき、有希りか、宮崎あいか、彩芽はる、一ノ瀬さな、ひなの
- 近親相姦中出し3 5人の近親中出し物語（7月19日、BRAVO）他出演:水沢ありす、美咲沙耶、杏珠、辻あずき
- 女子校生 中出し20連発 落合ゆき（8月4日、アイエナジー）
- こだわりの手コキ 4時間SP 5 30人のハンドメイド（8月11日、隼エージェンシー）他29名出演
- オナニスト 第18章（9月8日、隼エージェンシー）他多数出演
- ゆきとのりこ（10月4日、アイエナジー）共演:加護範子
- 女子校生の生中出ししか見たくない! 4時間（10月26日、TMA）他出演:天宮まなみ、かわのほとり、松野ゆい、小早川芽衣、持田茜、山城美姫、さくらりこ、相戸愛、加護範子、永瀬あき、高瀬七海
- 禁断の家族輪姦（2007年12月6日、アイエナジー）
- 10代の淫行 女子校生中出し4時間（12月21日、アカデミック）オムニバス作品

他